# 安德鲁·史密斯 (曲棍球运动员)
安德鲁·史密斯（英語：Andrew Smith，1978年11月1日—），澳大利亚男子曲棍球运动员。他曾代表澳大利亚国家队参加2008年夏季奥林匹克运动会曲棍球比赛，获得一枚铜牌。